# Cult of Static
Albums de Static-X
Cannibal
(2007)
Cult of Static est le sixième album du groupe Static-X sorti en 2009.

## Liste des titres
1. Lunatic - 3:35
2. Z28 - 3:10
3. Terminal - 3:37
4. Hypure - 4:15
5. Tera-Fied - 5:20
6. Stingwray - 4:10
7. You Am I - 3:00
8. Isolaytore - 2:46
9. Nocturnally - 3:50
10. Skinned - 3:35
11. Grind 2 Halt - 4:55